# 妮亞·達科斯塔
妮亞·達科斯塔（英語：Nia DaCosta，1989年11月8日—），美國女導演和編劇。自編自導的《橫越生死線》（2019年）在翠貝卡影展上贏得諾拉·艾芙倫獎。之後得以執導主流大片，包括恐怖片《糖果人》（2021年）以及超級英雄片《驚奇隊長2》（2023年）。

## 早期生活
妮亞·達科斯塔出生於紐約州紐約市布魯克林區，哈林區長大。她有巴西和美國黑人血統。雖然達科斯塔最初想成為一名作家，但在首次觀看《現代啟示錄》（1979年）時激發了對電影製作的興趣；促使她研究起1970年代的電影，靈感對象包括馬丁·史柯西斯、薛尼·盧梅、史蒂芬·史匹柏與法蘭西斯·柯波拉。她將史柯西斯當成頭號偶像，前往前者母校紐約大學蒂施藝術學院念書，並在擔任電視製作助理時遇到了史柯西斯本人。

## 作品列表

### 電影
| 年份 | 標題                       | 導演 | 編劇 | 監製 | 附註 |
| ---- | -------------------------- | ---- | ---- | ---- | ---- |
| 2018 | 《橫越生死線》             | 是   | 是   | 否   |      |
| 2021 | 《糖果人》                 | 是   | 是   | 否   |      |
| 2023 | 《驚奇隊長2》              | 是   | 是   | 否   |      |
| 2026 | 《28年毀滅倒數：白骨聖殿》 | 是   | 否   | 否   |      |
| TBA  | 《海達》                   | 是   | 是   | 是   |      |

### 短片
| 年份 | 標題                     | 導演 | 編劇 | 製片 | 附註     |
| ---- | ------------------------ | ---- | ---- | ---- | -------- |
| 2009 | 《黑人女孩最後死了》（The Black Girl Dies Last） | 是   | 是   | 否   | 兼演員   |
| 2013 | 《日日夜夜》（Night and Day）         | 是   | 否   | 是   | 兼剪輯師 |
| 2014 | 《淺藍》（Celeste）             | 否   | 是   | 否   |          |
| 2014 | 《生計》（Livelihood）             | 否   | 是   | 否   |          |

### 電視
| 年份 | 標題         | 導演 | 編劇 | 附註 |
| ---- | ------------ | ---- | ---- | ---- |
| 2019 | 《上层男孩》 | 是   | 否   | 2集  |

## 外部連結
- 官方网站
- 妮亞·達科斯塔在互联网电影资料库（IMDb）上的資料（英文）